# Nils Dencker
Nils Jonas Dencker (né le 14 décembre 1953 à Lund) est un mathématicien suédois qui travaille notamment dans le domaine des équations aux dérivées partielles.

## Formation et carrière
Dencker est titulaire d'un doctorat en 1981 à l'Université de Lund sous la supervision de Lars Hörmander avec une thèse intitulée « On the Propagation of Singularities for Pseudo-differential Operators of Principal Type »,. En tant que chercheur post-doctoral, il était de 1981 à 1983, instructeur Moore au Massachusetts Institute of Technology et il a été ensuite professeur à l'Université de Lund. 

## Travaux
En 2005, il a reçu le Clay Research Award pour sa solution complète d'une conjecture de François Trèves et Louis Nirenberg datant de 1970, une condition nécessaire et suffisante (appelée Condition "{\displaystyle \Psi }") de l'art géométrique en établissant qu'un opérateur pseudo-différentiel de type principal peut être résolu localement. La nécessité de la condition avait déjà été prouvée, en dimension 2 par R. Moyer (1978) et dans le cas général par L. Hörmander (1981). La preuve de Dencker offre également une explication concernant la découverte surprenante de Hans Lewy (Exemple de Lewy, 1957) d'une équation aux dérivées partielles linéaire qui n'admet pas de solutions au sens des distributions. 
Dencker a également examiné la propagation des singularités des équations aux dérivées partielles, avec des applications, par exemple, concernant la biréfringence de la lumière polarisée.

## Prix et distinctions
En 2008, il était conférencier invité au Congrès européen de mathématiques à Amsterdam (The solvability of differential equations). 2010, il a été conférencier invité au Congrès international des mathématiciens à Hyderabad (The solvability of differential equations). Il est fellow de l'American Mathematical Society et il a été élu membre de l'Académie royale des sciences de Suède en 2008. 
Il a été président de la Société suédoise de mathématiques (2008). En 2003, il a reçu le Prix Gaarding.